# 卡罗卢斯·克卢修斯
卡罗卢斯·克卢修斯（Carolus Clusius、Charles de l'Écluse；1526年2月19日—1609年4月4日），植物学家。曾為維也納的哈布斯堡家族的御醫，也是植物學的權威。被招至萊顿大學（Universiteit Leiden）任職後，在校內設置萊顿植物園，並全力栽培和研究當時西歐所沒有的鬱金香。因此在西歐被稱為鬱金香之父。